# 새뮤얼 바버
새뮤얼 오즈본 바버 2세(Samuel Osborne Barber II, 1910년 3월 9일 ~ 1981년 1월 23일)은 미국 펜실베이니아주 출신의 낭만주의 작곡가이다. 20세기의 가장 뛰어난 작곡가들 중 하나로, "아마도 다른 미국의 작곡가 누구도 그렇게 이른시기부터 오래 지속되는 호평을 받은 적이 없었다"는 평가를 받는다. 퓰리처상 음악 부문을 오페라 'Vanessa'와 오케스트라곡 《현악을 위한 아다지오Adagio for Strings (1936)》로 두 번 수상했다.
신낭만주의로 분류되기도 한다. 커티스 음악원 재학 중에 작곡한 가곡 《도버의 해변》은 영국시인 매슈 아널드의 시에 곡을 붙인 것으로 "이 밤의 바다는 고요하고 물결은 넘쳐 달은 밝은데 해협에 둥실 떠있네…"라고 낭만적인 서정을 노래한 아름다운 가곡이다. 일말의 애수를 품은 낭만적인 시정이 바버 음악의 특징이다. 《교향곡 1번》, 《현악을 위한 아다지오》, 《관현악을 위한 에세이 1, 2,3번》 등은 아르투로 토스카니니, 브루노 발터, 아르투르 로진스키 등의 유명 지휘자의 눈에 들어 젊어서 일찍 악계에 등장하였다. 두 곡의 오페라를 남겼고, 모두 메트로폴리탄 오페라에 위촉된 작품이다. 1966년 가을에 메트로폴리탄 오페라가 링컨 센터의 새 극장으로 이사했을 때 바버의 《안토니우스와 클레오파트라》가 첫공연을 장식했다.

## 주요 작품

### 교향곡
- 교향곡 1번 마단조 Op.9(1935~6, 43)
- 교향곡 2번 라단조 Op.19 '비행' (1944, 7)

### 관현악
- 스캔들 학교 서곡 Op.5(1931)
- 셸리의 한 장면을 위한 음악 Op.7(1933)
- 에세이 1번 Op.12(1937)
- 에세이 2번 Op.17(1942)
- 에세이 3번 Op.47(1978)

### 협주곡
- 바이올린 협주곡 사장조 Op.14(1939~40)
- 카프리콘 협주곡(바흐풍의 합주협주곡)(플루트·오보에·트럼펫과 현악합주) Op.21(1944)
- 첼로 협주곡 가단조 Op.22(1945)
- 축전 토카타(오르간) Op.36(1960)
- 피아노 협주곡 마단조 Op.38(1961~2)

### 실내악
- 세레나데 Op.1(현악 4중주)(1928)
- 첼로 소나타 Op.6(1932)
- 현악 4중주 나단조 Op.11(1936)
- 여름 음악(목관 5중주) Op.31(1956)
- 모험(플루트, 클라리넷, 호른, 아프리카 및 동양 타악기(연주자 2명), 하프)(1954)

### 피아노
- 3개의 스케치(1923~4)
- 소풍 Op.20(1944)
- 피아노 소나타 내림 마단조 Op.26(1948)
- 야상곡 Op.33(1959)
- 발라드 Op.46(1977)

### 합창
- 2개의 합창 Op.8(1935~6)
- 연인들 Op.43(1971)
- 키르케고르의 기도 Op.30(1954)
- 2개의 소품 Op.42(1968)

### 가곡
- 3개의 노래 Op.2(1927,28,34)
- 도버 해변 Op.3(1931)
- 3개의 노래 Op.10(1936)
- 4개의 노래 Op.13(1937~40, 38, 38, 40)
- 녹스빌 Op.24(1947)
- 수행자의 노래 Op.29(1953)
- 3개의 노래 Op.45(1972)

### 오페라
- 바네사 Op.32(1957~8)
- 브리지의 손 Op.59(1935)
- 안토니오와 클레오파트라 Op.40(1966, 75)

### 발레
- 메데아 Op.23(1946,7)